# Троц Петро Іванович
Петро Іванович Троц (нар. 14 травня 1928, село Криве, тепер Попільнянського району Житомирської області) — український радянський діяч, директор шахти імені Рум'янцева комбінату «Артемвугілля» Донецької області. Депутат Верховної Ради УРСР 9-го скликання. 

## Біографія
Освіта вища. Закінчив Київський політехнічний інститут.
З 1952 р. — помічник начальника, начальник дільниці, начальник шахти № 8 імені Гайового, начальник шахти № 5-6 «Східна», заступник головного інженера, головний інженер, директор шахти імені Калініна у місті Горлівці Донецької області.
Член КПРС з 1955 року.
З 1972 р. — директор шахти імені Рум'янцева комбінату «Артемвугілля» Донецької області.
Потім — на пенсії у місті Горлівці Донецької області.

## Нагороди
- ордени
- медалі